# 浦上八國
浦上八國（포상팔국）是對朝鮮三國時代位於今日慶尚南道西南地區八個伽倻國家的統稱。浦上八國地處洛東江西部地區，在《三國史記》和《三國遺事》中都有記載。
浦上八國雖稱是八國，但在史書上僅僅出現5個國，其位置大約為現在馬山到泗川、巨濟島一帶的地區，此外包括咸安郡昆陽地域。浦上八國中的保羅國即為三國遺事中的發羅郡，位於今全南羅州市一帶。目前學界一般認為，當時金官伽倻獨攬了韓半島對東亞地區的海上貿易，引起了眾多伽倻國家的不滿。為了反對金官伽倻對海上貿易的蠶食，韓半島南海岸數個伽倻國家組成了反對金官伽倻的聯盟，也就是所謂的浦上八國。
金官伽倻不敵浦上八國，向新羅求救。新羅於209年遣昔于老討伐浦上八國，大敗之，俘虜六千餘人。

## 浦上八國
浦上八國為：
- 骨浦國（골포국），位於今慶尚南道昌原市。昌原市同邑的茶壺離乳蹟，出土有公元1世紀的茶壺。佛母山發現三國時代的鐵礦。城山區的城山貝塚，亦發現製鐵的遺址。足以證明骨浦國在朝鮮半島南海岸的雄厚國力。
- 漆浦國（칠포국），位於今慶尚南道咸安郡漆原縣。
- 古史浦國（고사포국），亦作古自國（고자국），即弁韓的古資彌凍國（고자미동국）。六伽倻中的小伽倻。位於今慶尚南道固城郡。
- 史勿國（사물국），位於今慶尚南道泗川市的小國。
- 保羅國（보라국），即馬韓的不彌國（불미국）。位於今全羅南道羅州市。

## 歷史記載
- 209年，由於海上貿易問題，浦上八國攻擊駕洛國。新羅遣昔于老擊退了進攻。為了確保農耕地及內陸進出的安全，新羅攻擊安羅國。
- 212年，浦上八國一起向新羅邊境發起進攻。
- 215年，以骨浦國為首的3個伽倻國家聯合艦隊攻打現在蔚山一帶的竭火。

這一連串戰爭大多以浦上八國的敗退告終。駕洛國也在戰爭中元氣大傷。最終，伽倻諸國先後為新羅所兼併。

## 腳註
1. ↑  丁若鏞-我邦疆域圖